# استاول، سامرست
استاول (به انگلیسی: Stawell) یک روستا و محله مدنی در بریتانیا است که در سژمور واقع شده‌است. استاول ۳۸۶ نفر جمعیت دارد.